# Sezione Universitaria della Società Alpinisti Tridentini
La Sezione Universitaria della Società degli Alpinisti Tridentini (SUSAT) è una Sezione della Società degli Alpinisti Tridentini (SAT) e una sottosezione del Club Alpino Italiano (CAI). Fondata nel 1909, è la più antica fra le sezioni della SAT.

## Storia

### La fondazione (1908-1910)
Il forte attaccamento alla propria terra, la naturale propensione alla montagna e la fede nel futuro sono gli elementi che caratterizzarono anche la prima società studentesca, la Società degli studenti trentini, fondata nel 1894 da Giovanni Lorenzoni, Antonio Piscel e Cesare Battisti, il quale tentò inutilmente di inserirla all'interno della SAT (che era stata fondata nel 1872 ed era una società caratterizzata per la propensione alla tutela dell'identità italiana nel contesto dell'Impero Asburgico). Quest'ultima ridusse solamente il canone di iscrizione per i giovani, acquisendo così l'appoggio di numerosi studenti, soprattutto delle scuole secondarie di Trento e Rovereto, marginalmente universitari.
Nel frattempo (1906) all'interno della SAT prese vita la Sezione Audax, una specie di antesignano dell'attuale Club Alpino Accademico, costituita da un gruppo di giovani soci scelti, addestrati alla scoperta e alla ricerca sul territorio alpino, che sotto il vessillo bianco-azzurro e il motto "Ardisci e spera", si preparavano 'per il grande giorno e per compiere allora il proprio dovere'.
Nel 1907 si formò un sodalizio semiclandestino, denominato Robur et animus, impegnato in attività alpinistiche nei dintorni di Trento (scoperta del territorio e valorizzazione delle palestre di roccia dei Bindesi, Vela, Romagnano, Calisio).
A livello nazionale, nel CAI operavano già dal 1904 alcune Stazioni universitarie, che raccoglievano in tutto, nelle varie Università, circa 250 soci, prevalentemente giovani facoltosi o comunque ristrette cerchie di appassionati.
Nel tentativo di creare anche nella SAT una Sezione Universitaria, la Sezione Audax fece perno sul gruppo Robur et animus e, grazie all'impegno del comitato promotore formato da Mite Ghezzer, Bruno Bonfioli e Ferrante Giordani, il 4 aprile 1909, nella sede della Società Studenti, si tenne l'assemblea costitutiva della SUSAT. Ghezzer venne nominato presidente e fu grazie al suo impegno che l'autorità governativa dell'Imperiale e Regio (KuK) Capitanato Distrettuale di Trento, il 3 luglio 1910 riconobbe l'associazione, dopo aver rifiutato il nullaosta ben quattro volte con motivi per nulla plausibili.

### I primi anni di attività e la Grande Guerra (1910-1918)
L'attività della SUSAT nei primi anni di vita è molto varia, ma sempre improntata allo spirito idealistico verso la natura e la patria dei suoi fondatori. Alcune iniziative proposte sono veramente originali:
- la raccolta degli itinerari di montagna (Itinerari alpinistici trentini)
- l'archivio fotografico
- il deposito degli attrezzi, delle carte e delle tende
- le lezioni di cartografia e di glaciologia

Inoltre viene proposto l'alpinismo come sport di massa e non più riservato ai soli aristocratici e benestanti (che potevano permettersi di pagare delle guide), cercando di divulgarne la pratica tra i giovani, preparandoli fisicamente e moralmente. Nasce in questi anni la prima rudimentale scuola di roccia. Si attivano anche le prime manifestazioni a carattere alpinistico, con la realizzazione di settimane alpinistiche:
- 1910 da Trento al Gruppo di Brenta - Gruppo della Presanella - Cevedale
- 1911 Catinaccio - Sella - Marmolada - Pale di San Martino

Vengono attivati anche degli accantonamenti/tendopoli (1912 al rifugio XII Apostoli e 1913 al Grass d'Oven in Vallesinella).
Iniziata la propria attività con circa 100 soci, nel 1914 si arrivò a contarne 320 (tra cui 8 studentesse): considerando che gli studenti universitari trentini non erano più di 300, si comprende quale successe riscuotesse tra i giovani la SUSAT. Nel 1912, considerato che l'iscrizione alla Sezione era riservato solo agli studenti, venne istituito il gruppo degli Amici della SUSAT. Nel 1914 questi erano circa 50, tra cui Cesare Battisti, Giovanni Pedrotti, Ettore Tolomei, Guido Larcher e Guido Rey.
Nel 1915 l'Impero entra in guerra contro l'Italia: la tendopoli organizzata a San Martino di Castrozza non può essere effettuata, la maggior parte dei susatini venne chiamata sotto le armi, ma la maggior parte di loro era già passata in Italia portandosi dietro tutto il materiale pazientemente raccolto in 5 anni di attività, consegnato al Comando Supremo di Roma, e anche i soldi della cassa sociale (pari a 1.020 lire), entrati a far parte del Fondo profughi della Commissione dell'emigrazione trentina.
All'entrata in guerra dell'Italia, la maggior parte dei susatini si arruolò nei 'battaglioni volontari' dell'esercito italiano: dei 141 arruolati, 24 caddero e numerose furono le medaglie d'oro assegnate al valore di quei ragazzi.

### La ricostruzione e il periodo fascista (1919 - 1945)
La fine della prima guerra mondiale vede il ritorno alla normalità anche per le attività alpinistiche, escludendo la partecipazione di alcuni susatini all'impresa di Fiume. In Trentino si riuniscono i sopravvissuti alla guerra: rimangono esclusi dalla SUSAT i soci riparati in Italia che non si erano arruolati e quelli rimasti a combattere con l'Austria.
Nel 1919 la SUSAT si fonde con la SUCAI dando vita al Gruppo susatino della SUCAI, seguendo l'impostazione centralizzatrice di allora (stessa sorte era toccata alla SAT). La successiva evoluzione vede la trasformazione e l'inserimento all'interno dei Gruppi Universitari Fascisti (1927), al quale corrisponde l'adesione degli studenti alpinisti trentini alla sezione madre della SAT.
Le successive iniziative della SUSAT/GUF vedono l'organizzazione, nel luglio/agosto 1941, della prima Scuola di roccia intitolata al susatino Giorgio Graffer presso il rifugio Pedrotti alla Tosa.

### Il Dopoguerra
Nel 1947 viene ricostituita la SUSAT, dopo i numerosi problemi sorti nel corso della seconda guerra mondiale.
Si deve proprio alla SUSAT il merito della fondazione e ricostituzione della Scuola Graffer, dopo gli eventi bellici. Tra la fine degli anni quaranta e per tutti gli anni cinquanta è molto forte l'impegno dei susatini, tra i quali si possono ricordare Giulio Giovannini e Giulio Gabrielli.
Nel 1961 i susatini si prendono l'impegno di gestire il rifugio Monzoni Torquato Taramelli: diventerà la seconda casa di tante generazioni di giovani, in cui trascorrere parte delle vacanze estive, ma anche qualche giornata invernale, gestendo la struttura in piena libertà. Il rifugio costituisce quindi quella naturale consecutio dei principi posti alla base della SUSAT oltre 50 anni prima.

### La SUSAT dal 1970 al 1988
L'attività della Sezione però non si concentra unicamente sul rifugio: nel gruppo di Cima d'Asta, nel 1971 viene realizzato un sentiero attrezzato, intitolato a Giulio Gabrielli, seguendo un vecchio percorso di guerra. La sezione in questo periodo è ancora una vera e propria sezione di universitari. La locale università era appena nata e contava poche facoltà e gli universitari trentini era infatti per lo più studenti fuori sede. Ritrovarsi in montagna, soprattutto l'estate, faceva della comune militanza nella susat un motivo identitario e l'occasione per progettare varie iniziative, a partire dalla gestione comune del rifugio Taramelli.

### Dal 1988 ai giorni nostri
L'anno di svolta per la sezione è il 1988, quando, dopo non poche discussioni, lo statuto viene cambiato per consentire anche ai non universitari di iscriversi. Sebbene le intenzioni iniziali fossero di allargare, vista l'involuzione nel numero di iscritti che stava mettendo a rischio la sopravvivenza della Sezione stessa, e rendere più attiva la partecipazione, questo portò d'altra parte a mutare l'identità della sezione stessa. La SUSAT tende a trasformarsi, mano a mano che la consistenza numerica degli universitari diviene minoritaria, in una sezione come tante altre all'interno della SAT, perdendo così la sua unicità storica di Sezione animata e diretta dagli studenti stessi.
L'attuale "mission" della Sezione è ancora quello di avvicinare alla montagna giovani e universitari, cercando di ispirarsi alle modalità che un tempo l'hanno contraddistinta: un mix di goliardia, spirito di amicizia, passione, attenzione per il territorio nei suoi aspetti naturalistici, storici, antropologici.
I problemi attuali della Sezione riguardano una difficoltà nell'attuare un sensibile ricambio generazionale (soprattutto del consiglio direttivo) e nel garantire un'offerta adeguata ai tempi, nonché alla storia, della sezione stessa, un tempo autentica bandiera dell'alpinismo giovanile trentino.
Dal 2010 prendono vita alcune iniziative volte a incrementare la presenza di studenti universitari all'interno della Sezione, in quanto la loro presenza era divenuta nel corso degli ultimi decenni sempre minore. Per iniziativa di alcuni universitari, alcuni dei quali iscritti alla SUSAT ma per lo più ad altre sezione SAT e CAI, venne costituito informalmente il Gruppo Alpinisti Universitari (GAU), con l'idea di incrementare la partecipazione degli universitari alle attività e alla vita della SUSAT, dedito per lo più all'arrampicata sportiva e, in parte, all'alpinismo in ambiente. L'iniziativa, soprattutto a causa dell'opposizione di parte del direttivo, in parte a  causa della volontà dei partecipanti al GAU di rimanere autonomi rispetto alla Sezione, non portò i risultati attesi.
A partire dal 2013 entrano finalmente in direttivo nuovi soci universitari, ma l'interesse degli universitari trentini e non per la Sezione rimane flebile: influisce su tutto il diverso modo di approcciarsi alla montagna e le sopracitate incapacità dei membri più anziani del direttivo (alcuni in carica da due decenni e più) di cambiare impostazione.
L'antico spirito della SUSAT si può però ritrovare ancora presso il rifugio Ai Monzoni "Torquato Taramelli", oggi gestito da un professionista con l'aiuto dei volontari susatini e non, dove vi è la possibilità (purché soci SAT o CAI) di trascorrere delle settimane vacanza-lavoro, nel periodo di apertura estiva del rifugio.

## Lo "spirito" susatino
Per descrivere cos'era la SUSAT, ricordiamo le parole usate da Guido Larcher per la pubblicazione La SAT - Cento anni - 1872-1972 più di 30 anni fa:
Sono, in primo luogo, motivi che risalgono al passato, agli anni tumultuosi e pieni di speranza e di aspettazione che caratterizzarono la vita trentina nel primo '900, e agli anni travolgenti della prima guerra mondiale. Ma sono anche, a ben vedere, le ragioni del presente che fanno della Sezione Universitaria della SAT non solo un'entità che trascende la mera somma numerica dei suoi iscritti, ma anche un insieme omogeneo, vivo, in cui i problemi attuali - alpinistici e non - trovano una risonanza particolare, immediata e risposte originali, spesso in contrasto con quelle più comunemente accettate.
Con questo vogliamo dire che la SUSAT è stata ed è in realtà, qualcosa di più di una semplice sezione della nostra Società (ed inevitabilmente anche qualcosa di meno, specialmente dal punto di vista formale, organizzativo e ... contabile!).
Agli inizi questa diversità della SUSAT si manifestò nell'avere essa improntato le sue attività alla massima autonomia nei confronti della Società madre, pur nel rispetto dei suoi principi fondamentali. E soprattutto si avvertì nella tensione, univoca ed unanime, che seppe creare e nutrire verso il problema più sentito di quegli anni: cioè quello dell'identità nazionale della gente trentina e della collocazione del Trentino entro quel contesto storico-sociale dal quale solo le alterne vicende della politica internazionale avevano potuto strapparlo.
In altre parole, l'opera della SUSAT si rivelò come azione più o meno scopertamente politica, di rottura netta, totale con il regime allora imperante e di paziente preparazione al giorno in cui tutto sarebbe stato messo in discussione.
In tal modo l'alpinismo, altrove visto e vissuto soltanto come sport o evasione, nel Trentino di allora, e per la sua gioventù studiosa in particolare, venne a significare qualcosa di più alto e serio, spirituale e concreto al tempo stesso, sintetizzando il tradizionale attaccamento dei trentini alla loro terra, la loro naturale propensione alla montagna e alla fede assoluta in un destino ritenuto più giusto, al cui manifestarsi doveva tendere ogni energia.
La prima SUSAT seppe così soddisfare una delle esigenze più profondamente sentite dai giovani trentini. E benché altri motivi ispirassero indubbiamente i primi susatini, quella loro oscura aspirazione vero l'eroico di cui parlava nel 1913 - con parole che si sarebbero rivelate profetiche - il prof. Lorenzoni, anziano amico di quei giovani, appare oggi, anche all'osservatore più critico, un dato incontrovertibile, il segno di una breve, eccezionale stagione.
Tuttavia quello che più ci attira, nel riandare oggi col pensiero a quei tempi, non è tanto l'aspetto politico delle vicende della SUSAT - che tra l'altro rientra nell'affresco più vasto della storia della SAT - quanto quei motivi o spunti nei quali crediamo di intravedere una continuità ideale tra l'esperienza dei primi susatini e quella che è stata la nostra esperienza (e che immagino e spero sarà quella di molti altri giovani).
Alludo, in particolare, all'atteggiamento verso la montagna e verso l'alpinismo: al sentimento naturale della montagna come presenza familiare, come dato ineliminabile della nostra esperienza vitale, e alla visione dell'alpinismo come pratica sportiva lontana da qualsiasi divismo o affettazione. Una visione fondamentalmente serena, pacata, umana, che si armonizza bene con la caratteristica delle nostre montagne, che fra le tante sono quelle dal volto più umano.»

## Susatini (o amici della SUSAT) da ricordare
- Mite Ghezzer (primo presidente), Bruno Bonfioli e Ferrante Giordani (fondatori)
- Giuseppe Cristofolini
- Eugenio Dallafior
- Italo Lunelli
- Cesare Battisti
- Damiano Chiesa
- Giovanni Pedrotti
- Ettore Tolomei
- Guido Larcher
- Guido Rey
- Giorgio Graffer
- Guido Viberal
- Nino Menestrina
- Pino Prati
- Renzo Videsott
- Domenico Rudatis
- Giulio Giovannini
- Renzo Graffer
- Franco Giovannini
- Giulio Gabrielli
- Cesare Maestri
- Franco De Battaglia
- Franco Gadotti

## I Presidenti della SUSAT
- Mite Ghezzer (1909-1910)
- Bruno Bonfioli (1911)
- Camillo Marchi (1912-1913)
- Giuseppe Cristofolini (1914-1915 e 1919)
- Italo Lunelli (1920)
- Renzo Videsott (1921)
- Fabio Caracristi (1922)
- Renato Marchi (1947)
- Giulio Giovannini (1947-1949)
- Guido Leonardi (1950)
- Giuseppe Cescotti (1951)
- Renzo Graffer (1952)
- Alberto Poda (1953-1954)
- Franco Giovannini (1954-1957)
- Giulio Gabrielli (1957-1959)
- Alberto Marolda (1960-1961)
- Paolo Moreli (1962-1964)
- Giorgio Armani (1965)
- Guido Larcher (1966 e 1968)
- Tino Larcher (1967)
- Giuseppe Todesca (1969-1970)
- Andrea Boschetti (1971-1974)
- Paolo Dallapè (1975-1979)
- Giulio Covi (1980-1982)
- Paolo Dallapè (1983-1985)
- Roberto Conti (1986-1988)
- Maurizio Amadori (1989-1991)
- Monica Bizzaro (1992-1994)
- Paola Baldessari (1995-1996)
- Sandro Zanghellini (1997-2010)
- Roberto Conti (2011-2012)
- Paolo Pezzedi (2013-2022)
- Serena Fusaro (2023-...)